# Normanion sarsi
Normanion sarsi is een vlokreeftensoort uit de familie van de Opisidae. De wetenschappelijke naam van de soort is voor het eerst geldig gepubliceerd in 1906 door Stebbing.